# Liste der Monuments historiques in Fraignot-et-Vesvrotte
Die Liste der Monuments historiques in Fraignot-et-Vesvrotte führt die Monuments historiques in der französischen Gemeinde Fraignot-et-Vesvrotte auf.

## Liste der Objekte
| Bezeichnung                         | Beschreibung                                                           | Standort                                              | Kennzeichnung | Schutzstatus | Datum | Bild |
| ----------------------------------- | ---------------------------------------------------------------------- | ----------------------------------------------------- | ------------- | ------------ | ----- | ---- |
| Skulptur Heiliger Petrus von Verona | Kalkstein, farbig gefasst, bezeichnet 1722                             | Vesvrotte, in der Wegekapelle (Lage)                  | PM21002626    | Classé       | 1994  |      |
| Glocke                              | Bronze, 16. Jahrhundert                                                | Fraignot, in der Kirche St-Martin-et-St-Pierre (Lage) | PM21003876    | Inscrit      | 1989  |      |
| Altarkreuz                          | Kupfer, 17. Jahrhundert                                                | Fraignot, in der Kirche St-Martin-et-St-Pierre (Lage) | PM21003877    | Inscrit      | 1989  |      |
| Skulptur Heiliger Claudius          | Holz, farbig gefasst, 18. Jahrhundert                                  | Fraignot, in der Kirche St-Martin-et-St-Pierre (Lage) | PM21003878    | Inscrit      | 1989  |      |
| Skulptur Heilige Genoveva           | Stein, farbig gefasst, 16. Jahrhundert; aus der Kapelle von Vesvrotte  | Fraignot, in der Kirche St-Martin-et-St-Pierre (Lage) | PM21003879    | Inscrit      | 1989  |      |
| Skulptur Heiliger Martin            | Aufsatz eines Prozessionsstabs; Holz, farbig gefasst, 18. Jahrhundert  | Fraignot, in der Kirche St-Martin-et-St-Pierre (Lage) | PM21003880    | Inscrit      | 1989  |      |
| Skulptur Madonna mit Kind           | Stein, farbig gefasst, 15. Jahrhundert; aus der Kapelles von Vesvrotte | Fraignot, in der Kirche St-Martin-et-St-Pierre (Lage) | PM21003881    | Inscrit      | 1989  |      |
| Skulptur Heiliger Rochus            | Stein, farbig gefasst, 16. Jahrhundert                                 | Fraignot, in der Kirche St-Martin-et-St-Pierre (Lage) | PM21003882    | Inscrit      | 1989  |      |
| Taufbecken                          | Stein, 12. oder 13. Jahrhundert                                        | Fraignot, in der Kirche St-Martin-et-St-Pierre (Lage) | PM21003883    | Inscrit      | 1989  |      |